# Cranaidae
Famille
Les Cranaidae sont une famille d'opilions laniatores. On connaît 140 espèces dans 37 genres.

## Distribution
Les espèces de cette famille se rencontrent en Amérique du Sud et en Amérique centrale.

## Liste des genres
Selon World Catalogue of Opiliones (08/08/2021) :
- Cranainae Roewer, 1913
  - Cranaini Roewer, 1913
    - Cranaus Simon, 1879
    - Metacranaus Roewer, 1913
    - Panalus Goodnight & Goodnight, 1947
    - Ventrifurca Roewer, 1913

  - Digalistini Villarreal & Kury, 2021
    - Binamballeus Roewer, 1952
    - Bunicranaus Roewer, 1913
    - Carsevennia Roewer, 1913
    - Clinocippus Roewer, 1932
    - Digalistes Roewer, 1932
    - Guayaquiliana Mello-Leitão, 1935
    - Isocranaus Roewer, 1915
    - Paracranaus Roewer, 1913
    - Puna Roewer, 1925

  - Heterocranaini Roewer, 1913
    - Heterocranaus Roewer, 1913
    - Zannicranaus Kury, 2012

  - Holocranaini Villarreal & Kury, 2021
    - Holocranaus Roewer, 1913

  - Stygnicranaini Roewer, 1913
    - Agathocranaus Orrico & Kury, 2009
    - Stygnicranaus Roewer, 1913
    - Tryferos Roewer, 1931

  - Ventrivomerini Villarreal & Kury, 2021
    - Bucayana Mello-Leitão, 1942
    - Neocranaus Roewer, 1913
    - Nieblia Roewer, 1925
    - Ventripila Roewer, 1917
    - Ventrivomer Roewer, 1913

  - tribu indéterminée
    - Aucayacuella Avram, 1983
    - Balzabamba Mello-Leitão, 1945
    - Ladantola Roewer, 1932
    - Sibundoxia Roewer, 1963
    - Spirunius Roewer, 1932
    - Ventrisudis Roewer, 1963
- Phareicranainae Villarreal & Kury, 2021
  - Aguaytiella Goodnight & Goodnight, 1943
  - Allocranaus Roewer, 1915
  - Homocranaus Roewer, 1915
  - Iquitosa Roewer, 1943
  - Phalangodus Gervais, 1842
  - Phareicranaus Roewer, 1913
  - Timotesa Roewer, 1943
- sous-famille indéterminée
  - Cenipa Goodnight & Goodnight, 1943
  - Eucranaus Roewer, 1913
  - Spinicranaus Roewer, 1913

## Publication originale
- Roewer, 1913 : « Die Familie der Gonyleptiden der Opiliones-Laniatores [Part 2]. » Archiv für Naturgeschichte, sér. A, vol. 79, no 5, p. 257–472 (texte intégral).